# أكمة الدمنة (السياني)

تعديل مصدري - تعديل

اكمه الدمنة محلة تابعة لقرية ذراع مكابس، التابعة لعزلة الهادس بمديرية السياني إحدى مديريات محافظة إب في الجمهورية اليمنية.، بلغ تعداد سكانها 35 حسب تعداد اليمن لعام 2004.